# 艾希基兴
艾希基兴是奥地利上奥地利州韦尔斯兰县的一个市镇。总面积7平方公里，总人口494人，人口密度70.6人/平方公里（2005年）。